# Manuel de Elías

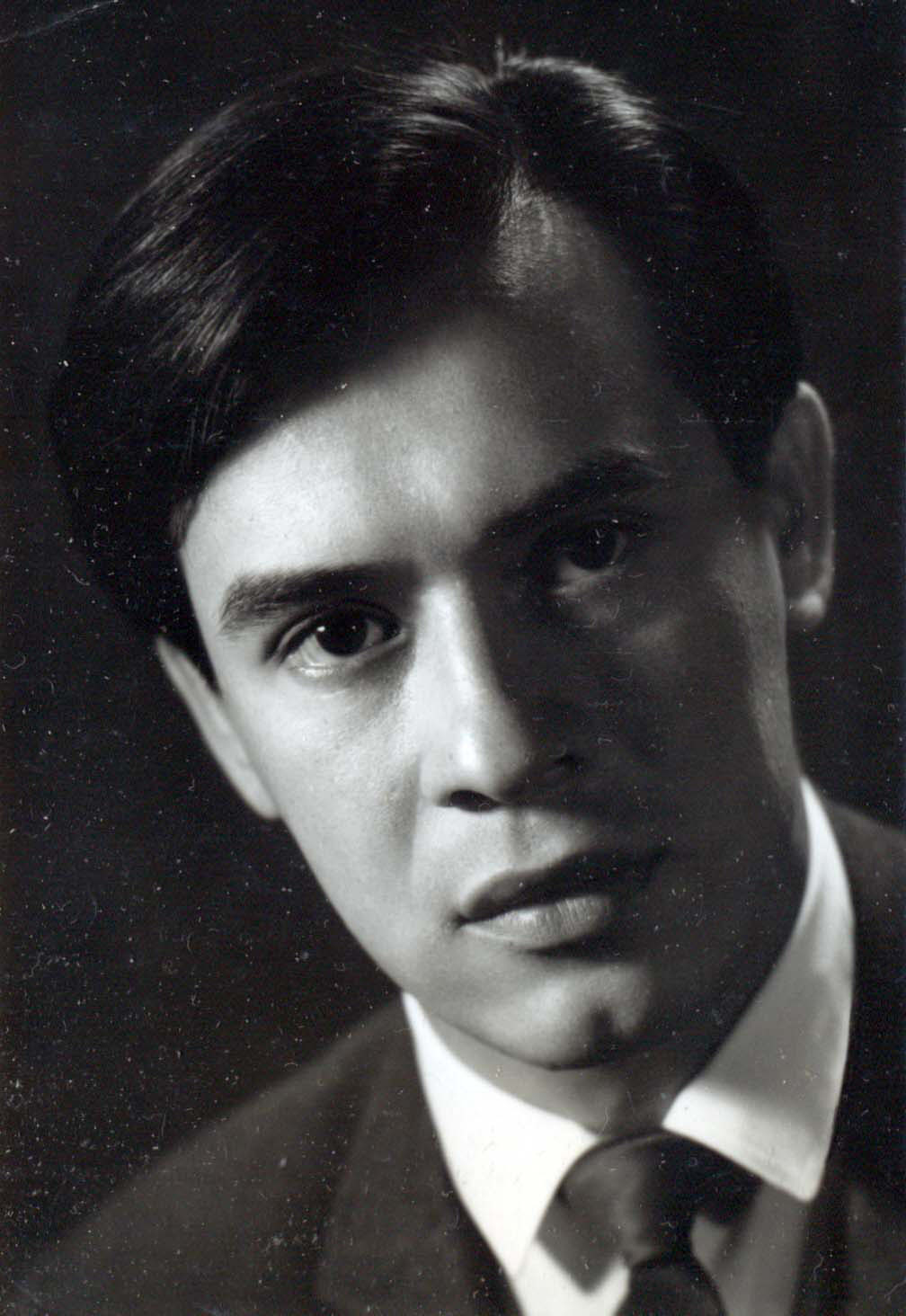
Manuel de Elías, 1959

Manuel Jorge de Elías (* 5. Juni 1939 in Mexiko-Stadt) ist ein mexikanischer Komponist.
Elías erhielt eine Ausbildung bei seinem Vater Alfonso de Elías und Luis Herrera de la Fuente sowie bei Karlheinz Stockhausen und Jean-Etienne Marie und studierte am Konservatorium und der Universität von Mexiko. 1970 gehörte er zu den Begründern der Komponistengruppe für neue Musik Grupo Proa. 1980 gründete er das Sinfonieorchester von Veracruz. Von 1984 bis 1986 war er künstlerischer Leiter des Kammerorchesters des Nationalinstitutes der Schönen Künste. 1987 wurde er Dirigent des Sinfonieorchesters von Guadalajara und gründete 1988 das Sinfonieorchester von Jalisco. Von 1991 bis 1993 war er Koordinator für Musik und Oper des Nationalinstitutes der Schönen Künste. Er ist unter anderem Mitglied der Academia de Artes.
Er komponierte neben sinfonischen und kammermusikalischen Werken auch Stücke für elektronische Musik und Tonband.

## Werke
- Vitral 1 für Kammerorchester
- Vitral 2 für Kammerorchester und Tonband
- Vitral 3 für Orchester
- Divertimento für Schlagzeug
- Aphorismus 1 für Chor a cappella
- Aphorismus 2 für Flöte und Tonband
- Aphorismus 3 für Flöte solo
- Speculamen für zwei Violinen, zwei Bratschen, zwei Celli und Kontrabass
- Momento für Blockflöten, Sprecher, gemischten Chor und Streicher
- Pro pax für Tonband
- Sonate 1 für Klavier
- Sonate 2 für Klavier
- Sonate 3 für Trompete, Posaune und Horn
- Sonate 4 für Orchester